# جنگ استقلال بولیوی
جنگ استقلال بولیوی (انگلیسی: Bolivian War of Independence) در سال ۱۸۰۹ با تأسیس مجامع دولتی در سوکره و لا پاز، پس از اولین جنگ استقلال در چوویچاکا و لاپاز آغاز شد. این مجامع پس از مدت کوتاهی شکست خوردند، و دوباره به تصرف اسپانیا درآمدند.

## تاریخچه
در دورانی که بولیوی مستعمره اسپانیا بود، این کشور «پروی علیا» یا «کارکاس» نامیده می‌شد و تحت حاکمیت نایب‌السلطنه لیما بود. لاپلاتا که هم‌اکنون به آن سوکره می‌گویند دارای معادن نقره زیادی بود و منبع ثروت امپراتوری اسپانیا بحساب می‌آمد. در این منابع بردگان به‌عنوان نیروی کار، بکار گرفته شده بودند. جنگ‌های ناپلئون، در کشورهای آمریکای لاتین باعث شد که امپراتوری اسپانیا تضعیف شود و اعتراضات مردمی علیه استعمارگران اسپانیایی افزایش یابد.

## تاریخچه قیام
انقلاب ماه مه ۱۸۱۰ یا شورش‌های چند روزه در بوئنوس آیرس به عنوان مستعمره اسپانیا که خود مختار شده بود، در هم شکست. بوئنوس آیرس سه بار در کارکاس (بولیوی کنونی) دست به عملیات نظامی زد. فرماندهان عملیات خوان خوزه کاستلی، مانوئل بلگرانو و خوزه روندو بودند، اما سلطنت‌طلب‌ها این سه حمله را دفع کردند. با این حال، درگیری به یک جنگ چریکی بالغ شد و مانع آن شد که سلطنت‌طلب‌ها بتوانند حضورشان را در سرزمین‌های خود تثبیت کنند.
پس از اینکه سیمون بولیوار و آنتونیو خوزه د سوکره سلطنت‌طلب‌ها را در شمال آمریکای جنوبی شکست دادند، سوکره در عملیات دیگری سلطنت‌طلب‌ها را در کارکاس شکست داد و استقلال بولیوی در تاریخ ۶ اوت ۱۸۲۵ اعلام شد.

## استعمار حاکم
کارکاس (بولیوی امروز)  به عنوان پرو علیا نیز شناخته شده‌است. این منطقه در قرن شانزدهم توسط حکومت استعماری اسپانیا تصرف شد. این کشور در اساس تحت کنترل حکومت دست نشانده پرو قرار داشت. حاکمیت در این کشور از تعدادی قاضی و یک فرماندار با عنوان رئیس‌جمهور تشکیل شده بود.

## زمینه جنگ استقلال

### از ۱۸۱۰ تا ۱۸۲۴
از سال ۱۸۱۰ تا ۱۸۲۴، ایده استقلال توسط شش گروه چریکی در کارکاس دنبال می‌شد. مناطقی که این گروه‌ها در آن تسلط داشتند رپپبلیکوتاس یا جمهوری‌های کوچک نام داشت. این مناطق در اطراف سوکره یعنی سرزمین‌های جنوبی در مرز «آرژانتین» کنونی و «سانتا کروز دو له سیه را» قرار داشتند. بومی‌های مستقر در این مناطق قدرت آن را نداشتند که استقلال خود را به‌دست بیاورند اما به جای آن، با سلطنت‌طلب‌ها قرار دادی را داشتند که با هم در مقابل آرژانتین از خود دفاع کنند.
در همین حال، سیمون بولیوار، که توسط برخی به عنوان ناپلئون آمریکای جنوبی شناخته می‌شود همراه با خوزه سن مارتین تلاش کردند سرزمین‌های تحت اشغال آمریکای لاتین را آزاد کنند. سن مارتین، که در اصل آرژانتینی بود شیلی را آزاد کرد و بعد از آن به پرو رفته بود. مارتین معتقد بودند که برای از بین بردن اسپانیا در آمریکای لاتین می‌بایست سلطنت‌طلب‌های پرو شکست داده شوند. در آن زمان کارکاس تحت حاکمیت نیابتی لیما بود و به این دلیل آزادسازی پرو به آزادی کارکاس منجر می‌شد؛ و تا زمانی که اسپانیا کنترل راه‌های دریایی را در دست داشت می‌توانست جای پایی هم در آمریکای جنوبی داشته باشد. او یک ناوگان با فرماندهی لرد کوکران را تشکیل داد که در سال ۱۸۱۹ به ارتش شیلی پیوسته بود.
مارتین در ژوئیه ۱۸۲۱ لیما را تصرف کرد و استقلال پرو را اعلام کرد. نیروهای مارتین با مقاومت زیادی توسط سلطنت‌طلب‌های باقی مانده روبرو شد. در آن زمان، ارتش او به دلیل بیماری و نیز فرار سربازانش تضعیف شد. به این خاطر مجبور شد که از سیمون بولیوار کمک بخواهد. اگرچه سیمون بولیوار و مارتین با هم دیدار کردند ولی بر سر شکل حاکمیت در سرزمین‌های آزاد شده به توافق نرسیدند. مارتین به پرو بازگشت، تا با انقلابی که در لیما آغاز شده بود مقابله کند چرا که مردانش قادر نبودند که بر کشور حاکمیت کنند. او تنها چاره‌ای که داشت کمک خواستن از سیمون بولیوار بود.
برخلاف اینکه این دو با هم دیدار کردند ولی بر سر شکل حکومتی که می‌بایست در سرزمین‌های آزاد شده ایجاد شود به توافق نرسیدند و در نتیجه هر کدام از آن‌ها به راه خود رفتند. مارتین به پرو بازگشت تا با انقلابی که در لیما شروع شده بود مقابله کند چرا که مردان او توان اداره کشور را نداشتند. او از سمت خود استعفا داد و بولیوار به لیما آمد تا کنترل امور را به‌دست بگیرد. در اول سپتامبر سال ۱۸۲۳ وقتی که وارد لیما شد حاکمیت را در دست خود گرفت.

### بعد از دسامبر ۱۸۲۴
جنگ استقلال بعد از دسامبر ۱۸۲۴ اوج تازه‌ای گرفت. در جنگ ایاکو چو ۵۷۰۰ سرباز پرو و کلمبیای بزرگ توانستند نیروهای سلطنت‌طلب را شکست دهند و فرمانده آن‌ها یعنی خوزه دو لا سرنا را دستگیر کنند با این وجود سربازان سلطنت‌طلب که در ال کالااو مواضع خوبی داشتند توانستند باقی بمانند. ارتش ال کالااو به راحتی شکست خورد ولی نیروهای ژنرال اولانتا در چارکاس مقاومت کردند. بولیوار و سن مارتین علاقه داشتند که با اولانتا توافقنامه‌ای را امضا کنند چون که او در جنگ آیا کوچو به آن‌ها کمک کرده بود. سوکره موفق‌ترین ژنرال بولیوار به اولانه تا اعتماد نداشت و برخلاف طرح‌های او برای صلح اشغال کارکاس را شروع کرد. اولانه تا این طرح را داشت که به کارکاس یک تهاجم ناگهانی دیگر انجام دهد. سوکره از مردان کارکاس دعوت کرد که به او بپیوندند. در ژانویه ۱۸۲۵ تعداد زیادی از سربازان اولانه تا ارتش او را ترک کردند و به سوکره پیوستند. در ۹ مارس، سوکره توانسته بود تمامی ژنرال‌های سلطنت‌طلب غیر از افسران اولانه تا را دستگیر کند. در ۱۳ آوریل، بخشی از نیروهای اولانه تا به میهن پرستان پیوستند. اولانه تا در جنگی که میان میهن پرستان و نیروهای اسپانیایی درگرفت بسختی مجروح شد. سرانجام، اسپانیا در آمریکای جنوبی شکست خورد و آخرین درگیری میان نیروهای اسپانیایی و میهن‌پرستان پرو در منطقه کارکاس صورت گرفت.

## استقلال
سوکره کارکاس را مهد استقلال آمریکا نامید. دلیل او این بود که لا پز اولین محلی بود که ساکنانش برای استقلال جان خود را فدا کردند و دهه‌ها بعد نیز سلطنت‌طلب‌ها در آن شکست می‌خوردند. در ۲۵ آوریل ۱۸۲۵، سوکره وارد چوکویساکا جایی که مرکز قلمرو اسپانیا بود شد. تمامی قشرهای مردم در این شهر به استقبال او آمدند. مردم حتی تا آنجا پیش رفتند که ارابه‌ای درست کردند که توسط ۱۲ دختر با لباس‌های آبی و سفید حمل می‌شد و او را به مرکز شهر بردند.

## تعیین سرنوشت
سوکره در دهم ژوئیه همان سال دستور یک گردهمایی را داد تا برای تعیین سرنوشت کارکاس گفتگو شود. سه عقیده وجود داشت. یکی اینکه کارکاس با آرژانتین متحد شود، با پرو متحد شود یا مستقل شود. بولیوار دوست داشت که کارکاس با پرو متحد شود ولی با این همه شورا به این رأی داد که بولیوی مستقل باشد. اگرچه همه به این خواسته رأی ندادند ولی اعلامیه استقلال بولیوی را امضا کردند. در اوت ۱۸۲۵ اگر چه هیچ‌کس حرفی نداشت که بولیوی بنام بولیوار نامگذاری شود ولی اختلاف نظرهایی نیز در این زمینه وجود دارد. بعضی تاریخ‌نویسان می‌گویند مردم می‌ترسیدند که بولیوار علیه رأی آن‌ها یعنی استقلال بولیوی عمل کند چونکه او می‌خواست تا بولیوی با پرو متحد شود به همین دلیل بود که بولیوی را به نام او کردند. با این وجود مردم بولیوی هنوز روز تولد بولیوار را برای بزرگداشت او جشن می‌گیرند.
سیمون بولیوار برای پنج ماه رئیس‌جمهور بولیوی بود. در این دوره او مالیات‌ها را کم کرد و برای کمک به بومی‌ها دست به اصلاحات ارضی زد. بعد از اینکه به شمال رفت سوکره رئیس‌جمهور بولیوی شد. او نیز مالیات‌هایی که به بومی‌ها تحمیل شده بود را کاهش داد.